# Микола Джеря (фільм, 1927)
«Микола Джеря» — український радянський художній німий фільм знятий німецьким кінематографістом Йосипом Роною та українським кінематографістом Марком Терещенком на ВУФКУ Одеса. Сценарій базується на однойменному романі Івана Нечуй-Левицького.
Прем'єра стрічки в Україні відбулась: 1 квітня 1927 року в Києві. Прем'єра стрічки в Росії відбулася 24 травня 1928 в Москві. 
Станом на 2020 рік фільм вважається втраченим.

## Сюжет
Дії фільму (як і повісті) відбуваються у красивому українському селі Вербівці. Один із його жителів — молодий селянин Микола Джеря нуртував від кріпацтва та необхідності жити за правилами сільського пана Бжозовського, якому належало все: і пишні сади, і білі мазанки, і люди.
В день, коли Микола мав одружуватись з дівчиною Нимидорою, осавул вранці розігнав гостей молотити панський хліб. А наступного ранку «молодого» відшмагали різками за те, що ціп вирвався у нього з рук і вдарив панську собаку. Недовго Микола жив з молодою дружиною: пан вирішив віддати непокірного Джерю в солдати. Залишивши рідне село, дружину, батька і матір, Микола з товаришем утікли…

## У ролях

Україномовний постер №1; художник А.М Бондарович

- Амвросій Бучма — Микола
- Тетяна Токарська — Нимидора, дружина Миколи; 2-га роль — Мокрина, донька отамана
- Матвій Ляров — Бжозовський, поміщик
- Володимир Лісовський — прикажчик поміщика
- К. Саксаганська — мати Миколи
- Іван Горський — батько Миколи
- Ю. Красноярський — Кавун, бурлак
- Іван Сизов — Іван, бурлак
- Дмитро Капка — Мотня
- А. Осташевський — Лушня
- Олександр Сашин — Демен, отаман рибальської ватаги
- Михайло Смоленський — пристав
- Олександр Істомін — становий
- Андрій Мальський — піп
- Олександр Чуверов — селянин

## Творча команда
- Режисер: Марк Терещенко, Йозеф Рона
- Сценарист: Микола Бажан
- Оператор:  Йозеф Рона
- Художник:  Василь Кричевський